# 라모 (드라마)
《라모》(튀르키예어: Ramo)는 터키의 텔레비전 드라마이다.